# Missouri City (Missouri)
Missouri City és una població dels Estats Units a l'estat de Missouri. Segons el cens del 2000 tenia 295 habitants.

## Demografia
Segons el cens del 2000, Missouri City tenia 295 habitants, 110 habitatges, i 75 famílies. La densitat de població era de 111,7 habitants per km².
Dels 110 habitatges en un 29,1% hi vivien nens de menys de 18 anys, en un 52,7% hi vivien parelles casades, en un 8,2% dones solteres, i en un 31,8% no eren unitats familiars. En el 23,6% dels habitatges hi vivien persones soles el 7,3% de les quals corresponia a persones de 65 anys o més que vivien soles. El nombre mitjà de persones vivint en cada habitatge era de 2,68 i el nombre mitjà de persones que vivien en cada família era de 3,23.
Per edats la població es repartia de la següent manera: un 26,1% tenia menys de 18 anys, un 8,1% entre 18 i 24, un 29,8% entre 25 i 44, un 26,8% de 45 a 60 i un 9,2% 65 anys o més.
L'edat mediana era de 37 anys. Per cada 100 dones de 18 o més anys hi havia 107,6 homes.
La renda mediana per habitatge era de 41.875 $ i la renda mediana per família de 45.000 $. Els homes tenien una renda mediana de 30.357 $ mentre que les dones 24.554 $. La renda per capita de la població era de 17.693 $. Entorn del 4,2% de les famílies i el 7,6% de la població estaven per davall del llindar de pobresa.

## Poblacions més properes
El següent diagrama mostra les poblacions més properes.